# St. Marien (Lengede)

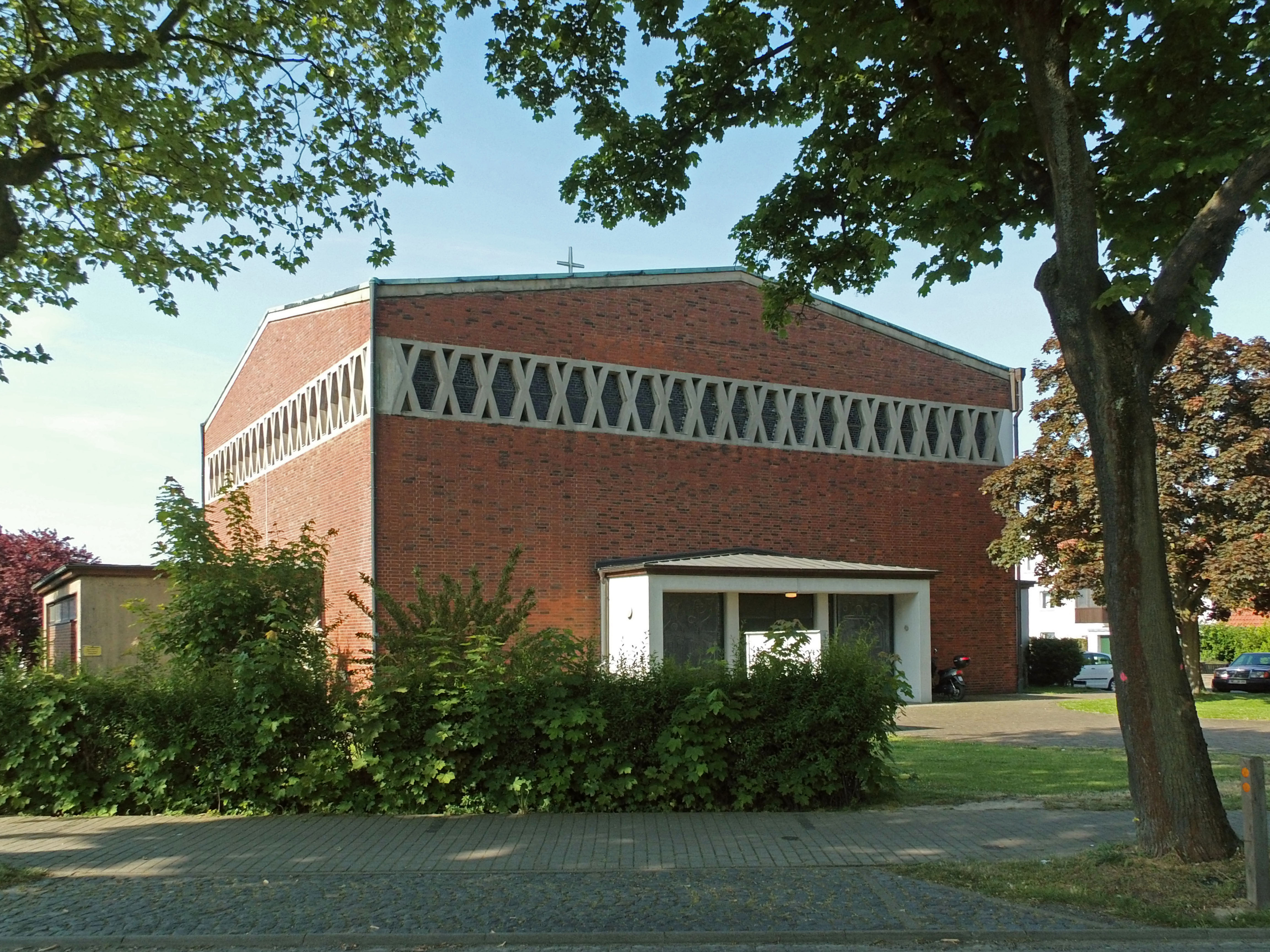
Außenansicht

Die Kirche Sankt Marien ist die römisch-katholische Kirche in Lengede, einer Gemeinde im Landkreis Peine in Niedersachsen. Sie gehört zur Pfarrei St. Bernward mit Sitz in Groß Ilsede, im Dekanat Braunschweig des Bistums Hildesheim. Die nach der heiligen Maria (Mutter Jesu) benannte Kirche hat die Adresse Im Fuhsetal 1 (Ecke Broistedter Straße).

## Geschichte
1542 wurde in Lengede die Reformation eingeführt und der bis dahin katholische Pfarrer von Lengede, Johannes Rudolphi, nahm die evangelisch-lutherische Konfession an. Damit wurden auch die Bevölkerung und die aus dem 13. Jahrhundert stammende Kirche in Lengede evangelisch-lutherisch.
Durch die Industrialisierung sowie den Zuzug von Heimatvertriebenen nach dem Zweiten Weltkrieg siedelten sich wieder Katholiken in Lengede an. Am 29. Oktober 1961 erfolgte die Grundsteinlegung der Kirche durch Josef Schreiber, Dechant des bereits 1952 gegründeten Dekanats Salzgitter, zu dem die Kirche zunächst gehörte. Bereits am 18. November 1962 fand der erste Gottesdienst in der neuen Kirche statt, und am 23. Dezember 1962 folgte die Konsekration der Kirche durch Weihbischof Heinrich Pachowiak. Am 1. Januar 1963 wurde die Kirchengemeinde Lengede-Woltwiesche eingerichtet, am 1. Juli 1969 erfolgte ihre Erhebung zur Pfarrei.
1994 wurde die Filialkirche Christ König im rund zwei Kilometer entfernten Nachbarort Woltwiesche profaniert.
Seit dem 1. November 2006 gehört die Kirche zum Dekanat Braunschweig, zuvor gehörte sie zum Dekanat Peine. Seit dem 1. September 2008 gehört die Kirche zur Pfarrei St. Bernward in Groß Ilsede, mit der sie zuvor bereits in einer Seelsorgeeinheit verbunden war.

## Architektur und Ausstattung

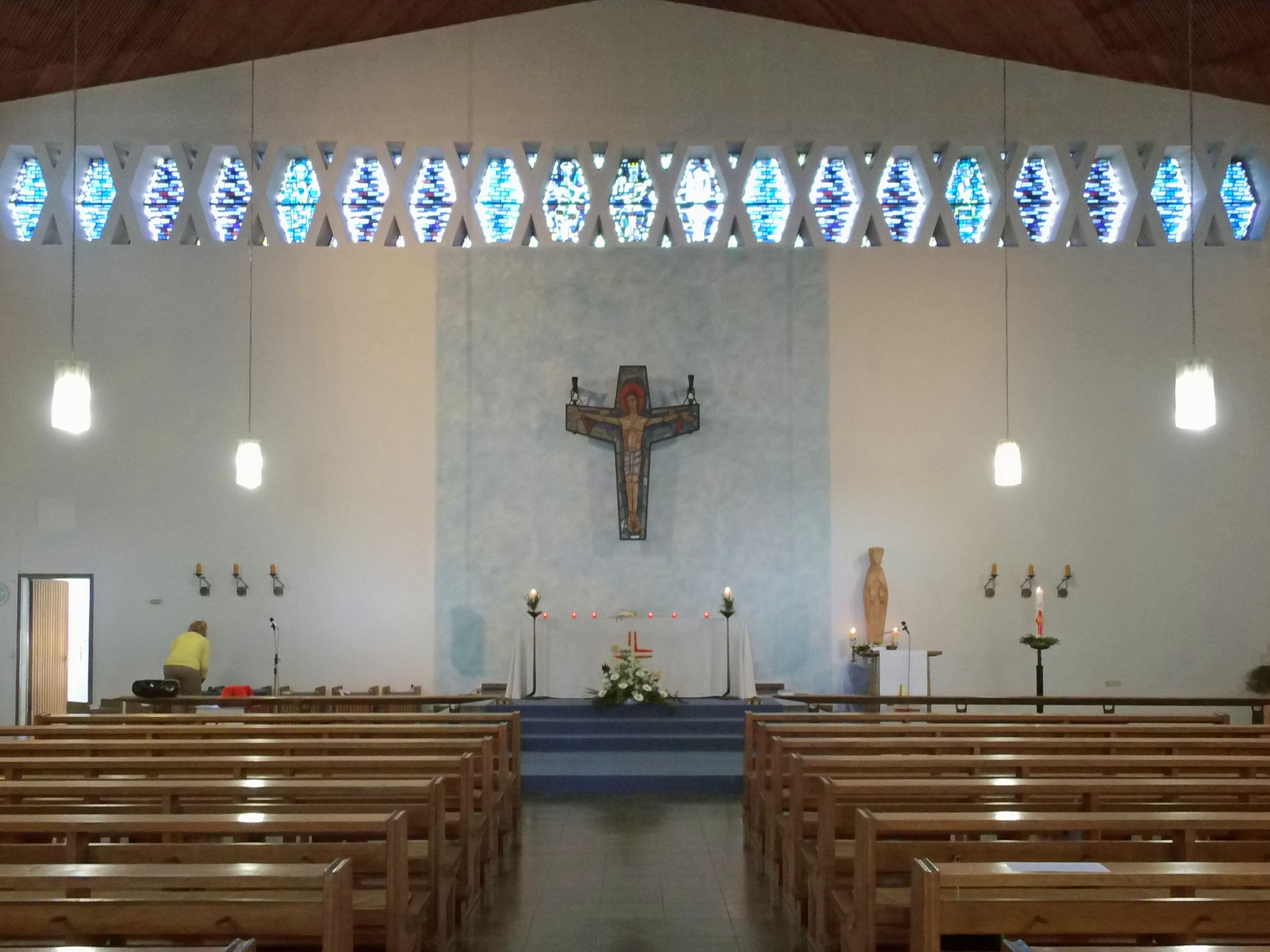
Altarraum

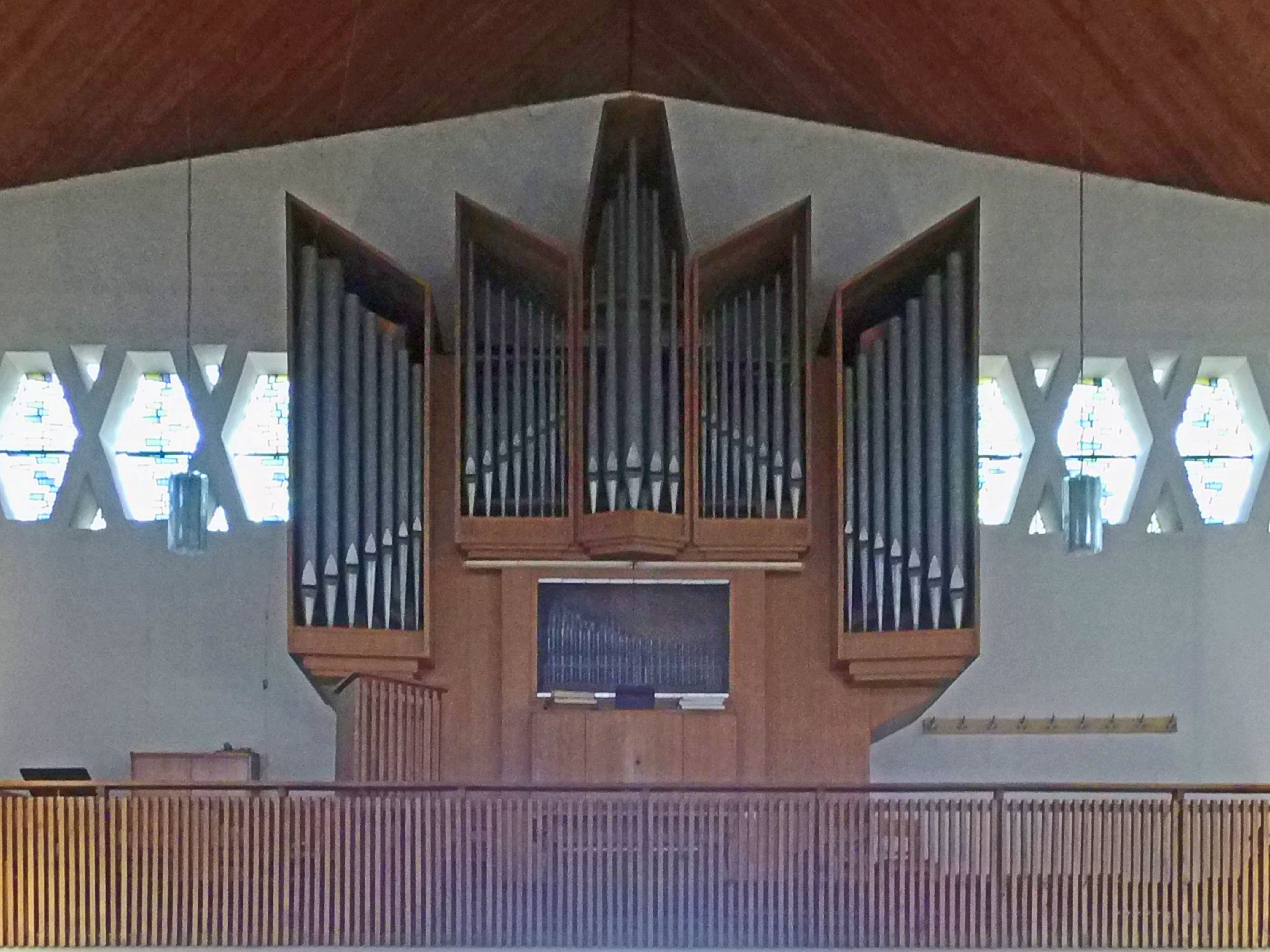
Orgel

Die Kirche wurde nach Plänen des Architekten Johannes Reuter sen. aus Kassel erbaut und befindet sich in rund 84 Meter Höhe über dem Meeresspiegel. Die turmlose, kreuzbekrönte Kirche steht auf einem quadratischen Grundriss. Die Eingangstüren mit Schieferreliefs wurden 1962 von Hans-Theo Richter nach biblischen Motiven aus der Offenbarung des Johannes gestaltet.
Ihr 200 Sitzplätze bietender Innenraum wird durch ein umlaufendes, ebenfalls von Hans-Theo Richter gestaltetes Fensterband erhellt. Der vom Kirchenschiff durch eine Kommunionbank abgetrennte Altarraum wird von einem Kruzifix, von Vera Jaeck als Mosaik ausgeführt, dominiert. Der 1962 aus Kirchheimer Muschelkalkstein gefertigte Altar wurde vom Architekten der Kirche, Johannes Reuter, entworfen. 1998 wurde bei der Renovierung der Wandbereich hinter dem Altar farblich hervorgehoben.
In die Seitenwand ist ein Beichtstuhl eingelassen. Unter der Orgelempore befindet sich eine Pietà, vor der Opferkerzen aufgestellt werden können. Ferner der Taufstein und eine Marienikone. Die Orgel wurde vom Braunschweiger Orgelbaumeister Friedrich Weißenborn erbaut, sie stammt noch aus der Anfangszeit der Kirche. Zur Innenausstattung gehören ferner 14 Kreuzwegstationen und eine Marienstatue.
Seitlich an die Kirche angebaut ist eine Sakramentskapelle mit 16 Sitzplätzen, in der sich ein weiterer Beichtstuhl befindet. Ein 1962 von der Kunsterzieherin Sr. Vera Jaeck aus der Abtei Herstelle geschaffenes Wandmosaik stellt die heilige Barbara von Nikomedien, die Schutzpatronin der Bergleute, dar. Der Tabernakel zeigt als Symbol für Jesus Christus ein Opferlamm, aus dem sich Blut in einen Kelch ergießt.
Südlich an die Kirche angebaut sind das Pfarrheim, das Pfarrhaus sowie eine Seniorenwohnanlage.